# 斷奶
斷奶是哺乳動物幼體在經過一段時間的母乳餵養之後停止進食母乳，並開始向成年体飲食轉換的一個過程。
只有哺乳動物才需要經過這一過程，而當幼體完全不進食母乳時就標誌著完全斷奶。然而，學界對於不同生物何時才完全斷奶並沒有達成一致的觀點。對於人類嬰兒來説，雖然一些機構推薦出生後半年之内不應斷奶，但因爲各種各樣的緣故，實際並不总是這樣的。
而在養殖動物中，人工斷奶有各種各樣的用途，例如在豬的飼養中，早期斷奶可以净化猪场疫病，並减少疾病的传播，因而被用來有效控制猪场传染病。